# Enchytraeus
Enchytraeus Henle, 1837 je rod kroužkovců z čeledi roupicovitých.

## Popis
Roupice Enchytraeus jsou většinou průsvitně bělaví červi. Tělo mají článkované, opatřené opaskem.

## Výskyt
Roupice Enchytraeus jsou suchozemští, semiakvatičtí a mořští živočichové. Některé druhy se vyskytují v brakických vodách či na plážích.

## Rozmnožování
Roupice Enchytraeus se rozmnožují pohlavně, jedná se o obojetníky, ale některé druhy se rozmnožují i nepohlavně.

## Význam
Některé druhy roupic z rodu Enchytraeus se podílí na tvorbě humusu. Slouží jako modelové organismy v ekotoxikologii, fyziologii, biochemii nebo genetice. V akvaristice jsou využívány jako živé krmivo – například druhy Enchytraeus albidus a Enchytraeus buchholzi.

## Druhy
Je popsáno kolem 40 druhů:
- Enchytraeus affinis
- Enchytraeus albidus – roupice bělavá
- Enchytraeus australis
- Enchytraeus bonus
- Enchytraeus buchholzi – „grindal“
- Enchytraeus capitatus
- Enchytraeus christenseni
- Enchytraeus kincaidi
- Enchytraeus lacteus
- Enchytraeus kincaidi
- Enchytraeus mediterraneus
- Enchytraeus metlakatlensis
- Enchytraeus christenseni
- Enchytraeus multiannulatus
- Enchytraeus norvegicus
- Enchytraeus rupus
- Enchytraeus sabulosus
- Enchytraeus thomasi